# 柏木ひなた
柏木 ひなた（かしわぎ ひなた、1999年3月29日 - ）は、日本の歌手、女優、タレント。私立恵比寿中学の元メンバー。
千葉県市原市出身。株式会社SDR（スターダストレコーズ）所属。2023年にSMEレコーズからソロメジャーデビューした。

## 略歴
2009年12月25日、小学5年生の時、クリスマスに家族で表参道のイルミネーションを歩いているところをスターダストプロモーションにスカウトされ芸能界入り。
2010年11月28日、女性アイドルグループ私立恵比寿中学（エビ中）に転入（加入）。
2012年3月24日公開の短編映画『なんなら君と遠くまで』で映画初出演。
2013年4月12日、テレビ東京系『ヴァンパイア・ヘヴン』（第2話・第6話）でドラマ初出演。
2013年10月、柏木がメインMCを務めるレギュラー番組 MBSラジオ「エビ中☆なんやねん」放送開始。
2014年3月8日公開の映画『偉大なる、しゅららぼん』に棗潮音 役で出演。
2014年、8人体制となった私立恵比寿中学の2代目ダンス部長となる。
2015年7月24日、ファースト写真集『ひなた日和』を発売。
2015年7月25日公開の映画『脳漿炸裂ガール』で主演・市位ハナ 役を務める。
2015年12月17日、左耳に違和感があり診察を受けたところ、突発性難聴と診断され、一時的に活動を休止する。2016年1月から徐々に活動を再開した。
2017年6月、初のソロライブ「Live in the moment!!」を開催。以後、ソロライブを毎年開催。
2017年7月、朗読劇『陰陽師』陽公演に蜜虫 役で出演。
2018年 - 2020年、CM「スポナビ プロ野球速報アプリ」のナレーションを担当。
2018年6月にリリースされたシングルのカップリング曲『スウィーテスト・多忙。』で振付を担当。
2018年9月、セカンド写真集『Dear.』を発売。
2018年9 - 10月、舞台『タイヨウのうた〜Midnight Sun〜』にてヒロイン・雨音薫 役を務める。
2019年5 - 6月、メ〜テレのドラマ『ヴィレヴァン! ―名古屋が生んだ奇跡のギリギリな物語―』に岩瀬雪 役で出演。
2020年10 - 11月、2020年10月23日公開の映画『リトル・サブカル・ウォーズ 〜ヴィレヴァン！の逆襲〜』とメ〜テレのドラマ『ヴィレヴァン！2 〜七人のお侍編〜』に岩瀬雪 役で出演。
2020年11月、テレビ朝日系『関ジャム 完全燃SHOW』にて「令和アイドル界スゴいボーカリスト10人」に選出。
2020年11月、ミュージカル『ELF The Musical』にヒロイン・ジョヴィ 役で出演。
2021年3月、ソロライブ「over the moon」を東名阪3会場で開催。
2021年3月29日、22歳の誕生日にInstagramアカウントを開設。
2021年5月に私立恵比寿中学へ転入した新メンバーの「BOSS」としてパフォーマンス教育係を務めた。
同年9月25 - 26日の「ちゅうおん2021」後に一時休養入り、同年12月27 - 28日の大学芸会にてステージに復帰。
2022年1月19日、Twitterアカウントを開設。
2022年2 - 3月、柏木ひなた生誕ソロライブ「-Interlude-」を全国6会場で開催。
2022年4月3日、同年12月に開催予定の公演をもって私立恵比寿中学から“転校”（卒業）することを発表。
2022年10 - 11月、私立恵比寿中学の柏木ひなたプロデュース公演を4公演開催。
2022年12月16日、私立恵比寿中学 柏木ひなた卒業式「smile for you」を開催。この公演をもって私立恵比寿中学から卒業した。
2023年3月3日、公式ファンクラブ「own pace」を開設。
2023年4月、所属がSTARDUST PLANETから株式会社SDM（スターダストマーケティング）となる。その後、株式会社SDR（スターダストレコーズ）へと再移動する。
2023年6月28日、配信シングル「From Bow To Toe」でSMEレコーズからメジャーデビュー。7月12日に1stEP「ここから。」、12月6日に2ndEP「piece of me」をリリース。
2023年8月、自身のプロデュースするアパレルブランド「HYPESKINK」を立ち上げる。
2023年9月、神宮球場にて念願のプロ野球東京ヤクルトスワローズ始球式に登板。
2023年10月15日放送のフジテレビ「千鳥の鬼レンチャン」にて（放送当時）史上最年少で鬼レンチャンを達成。
2023年12月9日、ソロメジャーデビュー後初となるワンマンライブを開催。
2024年、3月に1stアルバム「1/24」をリリース。4月-5月にソロツアー「HINATA KASHIWAGI 1st TOUR 〜enchantment〜」を開催、10月に「HINATA KASHIWAGI one man live 〜iris〜」を開催した。
2024年11月、シングル「Alca」をリリース。アニメ『夏目友人帳 漆』（テレビ東京系 ほか）のオープニングテーマ。
2025年3月、リーディング・オペラ《op.2》『蝶々夫人』にて主演・蝶々夫人 役を務めた。

## 人物・エピソード

### 歌手として
安室奈美恵、小湊美和（太陽とシスコムーン）の大ファンである。安室奈美恵については公式ファンクラブに加入しており、ソロライブで安室の楽曲をたびたび歌唱する。小湊美和とは、柏木が大ファンであることから、2021年と2022年に開催された柏木の生誕ソロライブに小湊がコーラスとして帯同するなど親交がある。
歌唱力については私立恵比寿中学（エビ中）加入当初から「歌がうまい」「（顔や性格や髪型も）子供なのに、すっごい歌声が大人できれい」とメンバーの真山りかに褒められていた。2020年11月1日放送のテレビ朝日系「関ジャム 完全燃SHOW」で「令和アイドル界スゴいボーカリスト10人」に選出された。
2014年、グループの枠を超え、有安杏果（ももいろクローバーZ）と伊藤千由李（チームしゃちほこ）と3人で”歌が上手い”を基準に選ばれたユニット「てんかすトリオ」を結成している。楽曲は『永遠のトリニティー（三位一体）』『puzzle』。
ボイストレーナーは2014年から私立恵比寿中学を担当している西山恵美子。楽曲『幸せの貼り紙はいつも背中に』のレッスンで「歌うことの楽しさ」を実感させてくれたエピソードがあり、レッスン後にエビ中メンバー全会一致で（西山）えみこ先生のレッスン継続を希望したエピソードがある。2014年12月のキュリスマスライブでの指導をきっかけに柏木の歌い方が大きく変わった。「うまいと言われるんじゃなくて、すごいと言われる人になりなさい」と言われ、歌に対する意識がはっきり変わったという。
2020年7月放送のテレビ東京「THEカラオケ★バトル ブレイク直前！歌の新星SP」、2021年4月放送のテレビ朝日「あざとくて何が悪いの?」（あざとカラオケ）に出演した。
フジテレビ「千鳥の鬼レンチャン」には複数回出演して歌唱を披露している。4度目の出演となった2023年10月15日放送回において鬼レンチャンを達成した。
エビ中時代から『Fantastic Baby Love』『Take your Original』といったソロ楽曲があり、エビ中の楽曲では『紅の詩』『I'll be here』が柏木をフィーチャーした曲である。エビ中時代のソロライブでは自身のソロ楽曲や私立恵比寿中学の楽曲のほか、柏木が大ファンである安室奈美恵や太陽とシスコムーン、柏木が選抜された限定ユニット「てんかすトリオ」、ももいろクローバーZ、モーニング娘。などの楽曲や、BUMP OF CHICKEN『ray』、米津玄師『Lemon』が歌われた。
私立恵比寿中学秋田分校で共演した民謡歌手の藤原美幸から秋田民謡（ドンパン節など）の指導を受けたこともある。
事務所の後輩である三田美吹（CROWN POP）、桜ひなの（いぎなり東北産）から憧れの先輩として慕われている。
2017年からソロライブを行っている（後述）。

### ダンスと振付
昔から歌とダンスが大好きでヒップホップジャズを習っていた。小さい頃から体を動かすことが好きあった。
柏木がエビ中に入って初めてダンスを安本彩花に見せたときにとても褒められ、安本が瑞季に「もち（柏木）のダンスがうまい」と伝えにいったエピソードがある。
私立恵比寿中学では2代目ダンス部長を務め、楽曲『スウィーテスト・多忙。』『結ばれた想い』『23回目のサマーナイト』『ボイジャー』の振付を担当した。

### 女優として
米倉涼子の大ファンであり憧れている。
2014年公開の映画『偉大なる、しゅららぼん』で主人公のライバルの妹 棗潮音 役を務め、撮影時に主人公のライバルで棗潮音の兄・棗広海 役の渡辺大らからアドバイスを受ける。
2015年公開の映画『脳漿炸裂ガール』では主演・市位ハナ 役を務めた。感情豊かなハナを演じた柏木についてアベユーイチ監督は「撮影で『えっ!?』って思うくらいきれいな涙を流していた。それこそが本作の価値だったと思う」と魅力を語った。また、柏木は公開前のインタビューで夢をかなえる秘訣について「（お芝居とか歌って踊ることもずっとやりたい！やりたい！と言ってきたように）言霊を大切にすること」「常に笑顔でいること」を挙げている。
2018年の舞台『タイヨウのうた〜Midnight Sun〜』にてヒロイン・雨音薫 役を務めた。以前からギターの弾き語りに初挑戦したいという目標があり、ネットで「ギター 初心者 簡単」を検索して出てきた『タイヨウのうた』を特訓、2017年のソロライブで弾き語りを披露した。ソロライブの時点では舞台のことは決まっておらず、それから「タイヨウのうた」舞台化の話が事務所の社長に来た時、社長の頭に柏木の顔がパッと浮かんで決まった逸話がある。劇中の歌唱シーンでエビ中での（すごく太い声で声張る）歌い方とは異なる歌唱法に挑戦し、新しい自分を発見した。雨音薫の祖母・シゲ 役を務めた高橋惠子から言い方や動きなどのアドバイスを受け、演技を見て学んだ。高橋は柏木を「すごく素敵に歌ってくれます」「とっても素直で純なところが芝居にも表れています」と称賛し、雨音薫に恋する藤代孝治 役の辰巳雄大も「純粋にいろんな言葉をキャッチしてくれます」と褒めた。
私立恵比寿中学の主演舞台『エクストラショットノンホイップキャラメルプディングマキアート』『ボクコネ～ぼくはテクノカットよりコネチカット』や、ABCテレビ 主演ドラマ『神ちゅーんず 〜鳴らせ!DTM女子〜』でも主要な役を演じた。

### タレントとして
MBSラジオ『エビ中☆なんやねん』のメインMCを2013年から2022年までの約9年間担当、お笑い芸人と共演し芸を磨いた。
特技のひとつであるものまねは、『エビ中★グローバル化計画』や『エビ中++』などで披露しており、頻繁に披露されているのが天龍源一郎。それ以外にマネージャーを困らせるほど振り切った「変顔」も得意とし、『エビ中++』の「+写真」の回でも披露したが、スタッフ判断で自主規制がかけられる程である。

### 野球ファンとして
野球好きを公言しており、東京ヤクルトスワローズのファンである。好きな選手は、40年来のスワローズファンである父と観戦している際に一目惚れした館山昌平投手。ケガと手術を何度も乗り越えてきた館山投手にパワーをもらえたという。引退時に雑誌BUBKA（2020年2月号）にて対談が実現し、その際に館山投手から「（いつか）そのグローブを持ってスワローズの始球式をやってほしい」とグローブを贈られた。
2023年9月3日、神宮球場にて東京ヤクルトスワローズ（対阪神戦）の始球式に背番号25（館山投手の現役時代の背番号）のユニフォーム姿で登場。ソロデビュー曲『From Bow To Toe』を披露したのち、対談で贈られた館山投手のグラブを手に始球式を行った。
館山の引退後は村上宗隆を特に応援している。東京ヤクルトスワローズ関連では、フジテレビONE『超・つば九郎タイムス』、ひかりTV『つばめ刑事』（2019年6月3日、館山雅美 役）に出演、月刊 丸ごとスワローズのスワローズ応援コラム「つばめに夢中！ひなたぼっこ」（2020年、サンケイスポーツ）を連載するなどの実績がある。
特技の一つはボール投げ。小学生の頃には体力テストのボール投げで、ソフトボールをやっている子と同じくらいの距離を投げるくらい肩が強かったという。2016年5月31日のプロ野球『日本生命セ・パ交流開幕戦』始球式では、勢いのあるボールを投げ球場を沸かせた。

### 私立恵比寿中学として
私立恵比寿中学（エビ中）での出席番号は10番、イメージカラーはオレンジ。初代ダンス部長であった出席番号1番・瑞季が転校（脱退）後、2代目ダンス部長を務めていた。
あだ名は「ひなた」「おもち（もち）」「たなひー」だが、後者2つに関しては最近は呼ばれることはなく、公式ブログ内の自身の記事のタイトルに冠されるに留まっている。「おもち」は転入当初に 柏木→柏餅→もち と変化していったものであるが、2017年11月21日付のブログでは「『おもち』と呼ばれることもほぼなくなったので」と半ば自虐的に語っている。
デビュー当時はツインテールがトレードマークであった。2019年8月28日、ロングヘアをカットする模様をLINE LIVEで生配信、ヘアドネーションを行い、6年ぶりにショートヘアとなった。
自己紹介は「♪お〜もち も〜ちもち 柏木ひなた♪（「雪見だいふく」にのせて）」。
キャッチフレーズは「降っても晴れてもひなた日和。エビ中のいつも笑顔なおもちゃ箱 出席番号10番おもちこと柏木ひなたです」。エビ中加入当初はグループの最年少（末っ子）として「ちっちゃいけれど負けません。エビ中の末っ子 出席番号10番おもちこと柏木ひなたです」というものであったが、身長が伸びたことや、出席番号11番・小林歌穂と出席番号12番・中山莉子の加入により末っ子ではなくなったため変更した。
ユニット曲でも活躍しており、松野莉奈とインフルエンザを同時期にかかったことから「トリオ・ザ・インフルエンザ」を結成したり、同学年である安本彩花・廣田あいか・松野莉奈と「くっつきブンブン」を結成している。
2012年3月25日、「私立恵比寿中学 スプリングデフスターツアー2012 〜こりゃあ春からエビがいい！〜」の5公演目にて「柏木ひなた生誕祭〜いつまでたっても末っ子のおもちなのだ〜」と銘打たれ生誕祭のコーナーが設けられた。
2015年10月9日、私立恵比寿中学 柏木ひなたプロデュース公演「自習vol.3」を開催。
2022年10 - 11月、柏木ひなたプロデュース公演を4公演開催。
- 10月22日：「35710〜わたしたち10年選手〜」東京・LINE CUBE SHIBUYA（真山りか・安本彩花・星名美怜・柏木ひなた）[63]
- 10月30日：「101112〜平成いそきんトリオ集結〜」千葉・市川市文化会館（柏木ひなた・小林歌穂・中山莉子）[64]
- 11月12日：「10131415〜BOSSと子分たち〜」東京・立川ステージガーデン（柏木ひなた・桜木心菜・小久保柚乃・風見和香）[65]
- 11月28日：「柏木ひなた EBICHU 12th Anniversary Live Let's laugh together forever!!!!!!!!!!」東京・中野サンプラザホール（柏木ひなたソロライブ）[66]

2022年12月16日、私立恵比寿中学 柏木ひなた卒業式「smile for you」をもって私立恵比寿中学を卒業した。

### その他
- 趣味：カラオケ、野球観戦、ゴルフ、ドライブ。特技：ボール投げ[68]。
- 好物は肉。特に好きなのは豚肉である。
- 加工した果物が苦手。アップルパイ、果物ジャム、りんご飴等。
- オリジナルブランド「HYPESKINK」（ハイプスキンク）をプロデュースしている。
- 事務所所属後も何度かスターダストプロモーションにスカウトされたことがある。
- 元アイドルネッサンスの南端まいなとは同じ高校であり、廊下で挨拶をする間柄だった。

## ライブ
2017年からソロライブを行っている。

### 単独ライブ
- Live in the moment!!（2017年6月7日、東京・ステラボール）[69]
- HEART to HEART（2018年3月29日、東京・マイナビBLITZ赤坂）[70]
- Dear you.（2019年3月29日、東京・マイナビBLITZ赤坂）[71]
- Next to you（2020年10月7日、東京・新木場STUDIO COAST）[72]
- over the moon（2021年3月、東名阪3会場）[73]
  - 3月15日、愛知・DIAMOND HALL[74]
  - 3月16日、大阪・なんばHatch
  - 3月29日、東京・Zepp DiverCity TOKYO[75][76][77][78][79]
  - バンドメンバー：橋本しん（Sin）（Key）、裕木レオン（Dr）、門馬由哉（G）、小林修己（B）、小湊美和（太陽とシスコムーン）（Cho）
  - ソロ楽曲『Take your Original』を披露
- -Interlude-（2022年2 - 3月、全国6会場）
  - 2月21日、東京・Zepp Haneda(TOKYO)[80]、
  - 2月23日、宮城・SENDAI GIGS
  - 2月25日、大阪・なんばHatch
  - 3月19日、福岡・UNITEDLAB
  - 3月21日、愛知・名古屋 ダイアモンドホール
  - 3月23日、神奈川・KT Zepp Yokohama[81][82]
  - 2021年3月のソロライブと同じバンドメンバーを帯同する[83]。
- 柏木ひなた EBICHU 12th Anniversary Live Let's laugh together forever!!!!!!!!!!（2022年11月28日、東京・中野サンプラザホール）[66]
  - 私立恵比寿中学の柏木ひなたプロデュース公演（全4公演）の1つとしてソロライブを開催
- HINATA KASHIWAGI 1st LIVE 〜Euphoria〜（2023年12月9日、品川ステラボール 2部制）[84]
- HINATA KASHIWAGI 1st TOUR 〜enchantment〜（2024年4 - 5月、全国6会場）[85]
  - 4月27日、神奈川・横浜ベイホール
  - 5月3日、愛知・ダイアモンドボール
  - 5月4日、大阪・BIGCAT
  - 5月6日、宮城・Rensa
  - 5月17日、福岡・BEAT STATION
  - 5月23日、東京・Zepp DiverCity[86]
- HINATA KASHIWAGI one man live 〜iris〜（2024年10月15日、ヒューリックホール東京）[87]
- HINATA KASHIWAGI one man live tour 2025「again」（2025年8月）
  - 8月16日、愛知・NAGOYA JAMMIN'
  - 8月17日、大阪・Music Club JANUS
  - 8月26日、東京・SHIBUYA CLUB QUATTRO

## ディスコグラフィー

### その他の楽曲
- Fantastic Baby Love - エビ中のユニットアルバム さいたまスーパーアリーナ2015盤（2015年12月12日）に収録。私立恵比寿中学の2014年春ツアーで初披露[88]。
- Take your Original - 作詞：ロイ-RöE-、作曲：Nanami, VK - 2021年3月のソロライブで披露[89]

### タイアップ
| 起用年 | 曲名 | タイアップ                                  |
| ------ | ---- | ------------------------------------------- |
| 2024年 | Alca | TVアニメ『夏目友人帳 漆』オープニングテーマ |

## 出演

### テレビ
- ワラッタメ天国（2013年3月17日、フジテレビ）
- VS嵐（2014年3月6日、フジテレビ） - 映画『偉大なる、しゅららぼん』チームのメンバーとして出演
- ジェネレーション天国 春の新作パン祭りSP!（2014年3月3日、フジテレビ）
- ポケモンゲット☆TV（2014年11月16日、テレビ東京）
- プレミアの巣窟（2015年10月、フジテレビ）
- アフロの変（2015年11月19日、フジテレビ）
- ニューベンゼミ（2016年11月7日、NHK Eテレ）
- ポケモンの家あつまる?（2017年2月12日、テレビ東京）
- japan ぐる〜ヴ（2018年8月25日、9月1日、BS朝日）
- 私立恵比寿中学 柏木ひなたが出会ったシルク・ドゥラ・シンフォニー（2019年11月23日、テレビ東京）[90]
- ブレイクマンデー24 企画VTR②「メモ泥棒の告白」（2019年12月30日、フジテレビ） - ステージフォーメーションのメモをメモ泥棒に盗まれるアイドル役として出演
- コアラモード.小幡康裕のガチンコスターダストプラネット（2020年6月30日、フジテレビNEXT）
- THEカラオケ★バトル ブレイク直前！歌の新星SP（2020年7月19日、テレビ東京）[91]
- 千鳥の鬼レンチャン（2021年2月12日、2022年7月31日、2023年4月30日、10月15日、2025年5月18日、フジテレビ）
- あざとくて何が悪いの?（2021年4月17日、テレビ朝日系列）
- 超・つば九郎タイムス（不定期放送、フジテレビONE）[50][92]
- バリはやッ!ZIP!（2023年7月11日、FBS福岡放送）
- MM-TV（2023年7月24日、毎日放送）
- イチモニ！（2024年2月17日、北海道テレビ）
- 関内デビル（2025年2月21日、テレビ神奈川）
- BS10はデータで深読み！超解説！プロ野球中継 千葉ロッテマリーンズ vs 東京ヤクルトスワローズ（2025年6月14日、BS10）

### ドラマ
- ヴァンパイア・ヘヴン 第2話・第6話（2013年4月19日、5月24日、テレビ東京）
- 土曜ドラマ24 潜入捜査アイドル・刑事ダンス 第4話（2016年10月29日、テレビ東京） - 女A 役
- ヴィレヴァン! ―名古屋が生んだ奇跡のギリギリな物語―（2019年5月13日 - 6月24日、メ〜テレ） - 岩瀬雪 役[93]
- つばめ刑事（2019年6月3日、ひかりTV） - 館山雅美 役[53]
- ヴィレヴァン！2 ～七人のお侍編～（2020年10月26日深夜 - 11月30日深夜、メ～テレ） - 岩瀬雪 役[94]
- 『I am…』23歳たち「マスタッシュガール」（2024年1月26日配信、FOD / 2月26日〈予定〉、フジテレビ） - 主演・神部 役[95][96][97]

### 舞台
- 朗読劇「陰陽師 - 藤、恋せば篇」（2017年7月、新宿FACE）- 蜜虫 役
- タイヨウのうた〜Midnight Sun〜（2018年9月5日 - 9日、東京・なかのZERO大ホール / 10月13日・14日、大阪・NHK大阪ホール） - ヒロイン・雨音薫 役[98]
- ミュージカル「ELF The Musical」（2020年11月12日 - 22日、新国立劇場 中劇場）- ヒロイン・ジョヴィ 役[99]
- 川谷絵音 presents "独特な人” 第五回公演  『影と毒⁺⁺』（2022年9月4日、大手町三井ホール）
- 川谷絵音 presents "独特な人” 第六回公演  『PUNK 3』（2023年6月11日、10月11日、浅草花劇場 / 10月13日、EX THEATER ROPPONGI）
- 『雲のむこう、約束の場所』スペシャル・リーディング・オーケストラ・コンサート（2024年11月5日・6日、東京・すみだトリフォニーホール / 11月20日、大阪・NHK大阪ホール） - 笠原真希 役[100]
- リーディング・オペラ《op.2》『蝶々夫人』（2025年3月4日 - 6日、イタリア文化会館 ホール / 3月15日・16日、横須賀芸術劇場 ヨコスカ・ベイサイド・ポケット / 3月21日 - 23日、近鉄アート館） - 主演・蝶々夫人 役[101]
- シンフォニー朗読劇「ベートーヴェン〜魂の交響曲〜」（2025年7月3日 - 6日〈予定〉、東京国際フォーラム ホールC / 7月12日・13日〈予定〉、御園座） - 伯爵令嬢ジュリエッタ 役[102][103]

### 映画
- なんなら君と遠くまで（2012年3月24日公開）
- 偉大なる、しゅららぼん（2014年3月8日公開、東映） - 棗潮音 役[104][105]
- 脳漿炸裂ガール（2015年7月25日公開、KADOKAWA） - 主演・市位ハナ 役[106][107][108]
- リトル・サブカル・ウォーズ 〜ヴィレヴァン！の逆襲〜（2020年10月23日公開） - 岩瀬雪 役[109]

### MV
- グループ魂「もうすっかり NO FUTURE！」（2018年8月）[110]

### ネット配信
- 映画「脳漿炸裂ガール」撮影現場から生中継（2015年3月25日、ニコニコ生放送）
- 映画「脳漿炸裂ガール」公開直前★メインキャスト・スタッフと楽しい前夜祭（2015年7月24日、ニコニコ生放送）
- 映画「脳漿炸裂ガール」を柏木ひなた、竹富聖花と一緒に観よう（2015年7月25日、ニコニコ生放送）
- 「シンクロニカ」＆「太鼓の達人」合同公式生放送 （2015年6月12日、ニコニコ生放送）
- 川上アキラの人のふんどしでひとりふんどし（2018年5月14日、2019年11月25日、テレ朝動画）
- 「プロ野球開幕直前、感動を再び！ 第2回プレミア12復刻配信 決勝・日本vs.韓国（2019年11月17日）」（2020年6月17日、スポーツナビ）
- 「ヴィレヴァン！」映画化記念！ 柏木ひなたさんや後藤監督とメイキングを語る（2020年10月22日、YouTube）
- 柏木ひなた×吉原シュート×三木孝浩でエンタメティーチイン（2020年11月10日、11月11日、YouTube）
- 真山りかのアニメ300%（2021年5月20日、ニコニコ生放送）
- 私立恵比寿中学 柏木ひなた生誕ソロライブ「-Interlude-」 生実況（2022年6月28日、ニコニコ生放送）
- スタダGamersClub（2023年8月2日、8月16日、10月27日、11月10日、YouTube）
- チャンスの時間（2023年10月8日、10月15日、ABEMA SPECIAL）
- やついフェス2024 決起集会（2024年6月5日、ニコニコ生放送）
- 音楽のじかん（2025年1月27日、Showroom）
- やついフェス2025 決起集会（2025年6月4日、ニコニコ生放送）

### CM等
- マネーフォワード（2018年）- ナレーションを担当
- スポナビ プロ野球速報アプリ（2018年 - ）- ナレーションを担当
  - 2018年ヤクルトバージョンには私立恵比寿中学のメンバーも出演
  - 2022年は東京ヤクルトスワローズ山田哲人の応援歌を歌唱する動画が公開[111]
- ミツカン未来ビジョン宣言動画 『９９年後への手紙』（2022年3月1日公開）- ナレーションを担当[112]
- アクエリアス（2022年7月26日 - 8月7日、テレビ愛媛）[113]

### イベント
- interfm MUSIClock with THE FIRST TIMES presents みゅじろくライブ！ SOUND & SMILE Vol.1 powered by RAKUTEN TICKET（2024年3月23日、TOKYO FMホール）
- YATSUI FESTIVAL! 2024（2024年6月15日、Spotify O-EAST）
- MINAMI WHEEL 2024（2024年10月13日、アメリカ村 BEYOND）
- OMOFES 2024（2024年11月23日、アミュプラザみやざき）
- Love with the orchestra（2024年12月13日、すみだトリフォニーホール）
- サンロッカーズ渋谷 ハーフタイムショー（2025年1月12日、青山学院記念館 シーホース三河戦）
- Precious Dream Night 2025（2025年5月7日、渋谷区文化総合センター大和田 さくらホール）
- YATSUI FESTIVAL! 2025（2025年6月、Spotify O-EAST）

## 書籍

### 写真集
- 柏木ひなた写真集「ひなた日和」（2015年7月24日、ワニブックス）[114][115] - 撮影地：高知県
- 柏木ひなた写真集「Dear.」（2018年9月5日、ワニブックス）[116][117] - 撮影地：石垣島、竹富島

### 雑誌
- なかよし（2011年2月号、講談社）
- Samurai magazine（2012年4月号、2014年3月号、インフォレスト）
- 月刊Audition（2012年4月号、2014年2月号、白夜書房）
- 月刊エンタメ（2013年7月号、2023年1月号[注 5]、徳間書店）
- UTB（vol.217 2013年12月号、vol.300 2021年4月号[118]、ワニブックス）
- UTB+（vol.17 2014年1月号、ワニブックス）
- smart（2014年4月号、宝島社）
- Ebi Collection（vol.6 vol.15 vol.27、東京ニュース通信社） - 表紙
- spoon（2014年2月号、プレビジョン）
- 映画秘宝（2014年4月号、洋泉社）
- 月刊 アイドル横丁新聞 あるあるCity瓦版（2014年10月号、日刊スポーツ新聞社） - 表紙
- ビッグコミックスピリッツ（2015年 第7号、小学館） - 表紙・てんかすトリオ
- ヤングエース（2015年7月号、角川書店）
- FLIX（2015年8月号、ビジネス社）
- blt graph.（vol.1 2015年7月号、東京ニュース通信社）
- 関西ウォーカー（2015年 No.14、角川書店）
- エンタミクス（2015年9月号、エンターブレイン）
- CanCam（2016年2月号、小学館）
- ミラクルジャンプ（2016年8月号、集英社） - 表紙、巻頭
- 週刊ヤングジャンプ（2016年10月20日号、集英社）
- FINEBOYS（2016年12月号、日之出出版）
- IDOL AND READ 011（2017年6月21日、シンコーミュージック・エンタテイメント） - 表紙
- BUBKA（2020年2月号、2021年3月号、2022年6月号、2023年1月号[119]、白夜書房） 
  - 2020年2月号は元東京ヤクルトスワローズ投手の館山昌平との対談記事
- 月刊 丸ごとスワローズ スワローズ応援コラム「つばめに夢中！ひなたぼっこ」（2020年6月 - 10月 連載、サンケイスポーツ）
- 週刊FLASH（2023年7月18日号、光文社）

## 振付
- 私立恵比寿中学
  - スウィーテスト・多忙。
  - 結ばれた想い
  - 23回目のサマーナイト
  - ボイジャー[120]